# سيلارجيوس
سيلارجيوس، (بالإنجليزية: Selargius)‏، (سردينيا: Ceràxius) هي بلدية في جزيرة سردينيا، في مدينة كالياري متروبوليتان، في إقليم سردينيا الإيطالي، وتقع على بعد حوالي 6 كيلومترات (4 ميل) شمال شرق كالياري. يبلغ عدد سكانها 28905 حسب إخصاء عام 2017 .

## السكان
في سنة 1861 بلغ عدد السكان 3٬215 نسمة، وتطور العدد ليصل في سنة 2011 لـ 28٬684 نسمة.
يظهر هذا المخطط البياني تطور النمو السكاني لـ سيلارجيوس